# Brachystephanus calostachyus
Brachystephanus calostachyus är en akantusväxtart som beskrevs av Champl.. Brachystephanus calostachyus ingår i släktet Brachystephanus och familjen akantusväxter. Inga underarter finns listade i Catalogue of Life.